# 萨曼莎·斯托瑟
萨曼莎·简·斯托瑟（英語：Samantha Jane Stosur，1984年3月30日—），曾为澳洲职业女子网球运动员，2011年美国网球公开赛女单冠军。她曾经在2006年与美国拍档丽莎·雷蒙德登上女子网球联合会双打世界第一，在单打方面，最高排名为第5。 2009年为单打重大突破的一年，2010年法国网球公开赛，闯入生涯第一个大满贯单打决赛。2011年美国网球公开赛女单决赛，斯托瑟击败塞雷娜·威廉姆斯，获得个人第一座大满贯单打冠军，亦是澳大利亚相隔31年再次奪得大满贯女单冠军。

## 简介
斯托瑟的父亲是托尼（Tony），母亲是黛娜（Diane），她还有二位哥哥多明尼克（Dominic）与丹尼尔（Daniel），当她6岁住在黄金海岸，她的家遭到洪水破坏，后来搬至阿德莱德，在那儿开始打网球，在8岁时收到球拍做为圣诞礼物，她的双亲在长时间的经营咖啡店，她的二位哥哥陪伴她一起打球，并且不断地鼓励双亲支持她进行网球课程。
当她13岁时，首先到印尼雅加达参加青少女世界杯。
14岁时到昆士兰运动学院，16岁时加入澳洲运动协会网球计划。
斯托瑟技术风格有典型的男性化痕迹。出色的上肢力量使其击球上旋很重，尤其是发球和正手进攻往往带有强烈的攻击性上旋，使其的进攻颇具威胁。长期在双打赛场上的征战也使其网前能力异常突出。但是斯托瑟的技术弱点也十分明显。首先，在对阵阿扎伦卡，莎拉波娃等高大球手时强烈的上旋往往成为对手攻击的对象，也导致其在对阵高大球手时往往负多胜少。其次，其反手位进攻虽然一直在进步，但相对于正手来讲仍然是弱点。

## 职业网球生涯

### 早年
1999年，斯托瑟开始参加ITF巡回赛。2000年开始转进WTA巡回赛。2002年获得4项ITF赛事冠军。
2003年，澳网，斯托瑟在第三轮败给第7种子达妮埃拉·汉图霍娃。
2004年，参加黄金海岸巡回赛晋级四强，但遭到日本女将杉山爱淘汰出局。斯托瑟此赛季中单打赛事皆早早出局，不过在加拿大魁北克市巡回赛双打赛事，首次打进决赛。

### 2005年
斯托瑟在黄金海岸巡回赛，首次打进决赛，不过败给瑞士女将帕蒂·施尼德，隔周雪梨巡回赛再度打进决赛，不过败给同胞艾丽西亚·莫利克，另外在雪梨巡回赛双打赛事中，获得首座WTA双打冠军。
澳网，斯托瑟与同胞斯科特·德雷珀合作参加混双赛事，在决赛击败莉泽尔·许贝尔与凯文·乌利耶特组合，获得大满贯混双冠军。
7月，斯托瑟与美国双打名将丽莎·雷蒙德合作，一共获得7座双打冠军，美网、克林姆林宫杯、WTA年终赛，斯托瑟的双打排名由46跃升至世界第2。

### 2006年
斯托瑟代表澳洲参加霍普曼杯，她战胜所有单打比赛的选手，不过双打却落败，未能替澳洲赢取冠军。
澳网，斯托瑟首次晋级大满贯单打第四轮，不过却败给复出网坛的前世界第一兼三届冠军玛蒂娜·辛吉斯。另外在双打方面，虽然斯托瑟丽莎·雷蒙德再次闯入决赛，不过却败给中国女将郑洁与晏紫组合。
澳网后，斯托瑟与丽莎·雷蒙德，在接下来的双打比赛，陆续夺得东京、孟斐斯、印第安维尔斯、迈阿密、查尔斯顿、法网、WTA年终赛双打赛事冠军。
8月，斯托瑟参加纽黑文巡回赛，在四强连输二盘抢七局而败给前世界第一林赛·达文波特。在马德里举办的WTA年终赛的双打赛，斯托瑟与丽莎·雷蒙德卫冕成功，年终她的单打排名为生涯新高第29，双打排名则登上世界第一。

### 2007年
斯托瑟与丽莎·雷蒙德，成功卫冕东京、孟斐斯、印第安维尔斯三个巡回赛双打赛事冠军。他们又获得柏林巡回赛双打冠军。在单打方面，她在黄金海岸、东京、孟斐斯。在罗马第二轮逃过二个赛末点，击败了前世界第一阿梅莉·毛瑞斯莫，但在下一轮又再度败给帕蒂·施尼德。
在法网后，斯托瑟出现了莱姆病的症状，而被蜱叮咬所引起。影响到她单打方面的成绩。法网以后的赛事，皆早早出局。

### 2008年
斯托瑟参加二项ITF巡回赛，在罗马，第二轮败给前世界第一维纳斯·威廉丝。在双打她与丽莎·雷蒙德第二轮便出局。三个月后，法网，她们第三轮便被淘汰出局，单打方面，第二轮就遭到淘汰出局。
温网，斯托瑟有了不小的收获，虽然单打第二轮便遭到淘汰，不过在双打方面却打进女双和混双决赛，在双打赛事她与丽莎·雷蒙德不敌莎莲娜·威廉丝、维纳斯·威廉丝姊妹组合，获得女双亚军，不过在混双，她与美国双打名将鲍勃·布赖恩，在决赛中击败迈克·布赖恩和卡塔琳娜·斯雷博特尼克，夺得职业生涯第二座大满贯混双冠军。
北京奥运会，斯托瑟在第二轮遭到莎莲娜·威廉丝而淘汰出局，双打方面，她与雷内·斯塔布斯代表澳洲参赛，不过在第二轮败给西班牙组合安娜贝尔·梅迪娜·加里格斯和比希尼娅·鲁阿诺·帕斯夸尔。
美网，单打，第一轮败给前世界第一维纳斯·威廉丝。女双，她与丽莎·雷蒙德在决赛败给卡拉·布莱克与莉泽尔·许贝尔组合获得亚军，混双她与马赫什·布帕蒂，但在第三轮就淘汰出局。
年终，斯托瑟的单打排名为52位，双打排名为14位。

### 2009年
在布里斯本和雪梨巡回赛，斯托瑟均在八强前出局。双打方面，她与同胞雷内·斯塔布斯搭挡，不过在第一轮就出局。
澳网，单打方面，斯托瑟赢了前二轮，但在第三轮遭到俄罗斯女将耶莲娜·德门蒂耶娃淘汰出局，双打方面，她与同胞雷内·斯塔布斯搭挡，但第三轮遭到最终夺冠的威廉丝姊妹淘汰出局。
协会杯亚太组，斯托瑟与凯西·德拉夸、耶莱娜·多基奇帮助澳洲击败南韩、中国、泰国、中华台北，前进世界组。
杜拜巡回赛，在第二轮败给中国球郑洁而出局，双打则败给世界第一组合卡拉·布莱克与莉泽尔·许贝尔。
印第安维尔斯巡回赛，单打与双打均在八强前出局；迈阿密巡回赛，单打方面，第四轮击败迪娜拉·萨芬娜而晋级，八强则败给最终夺冠的维多利亚·阿扎伦卡以6-1, 6-0横扫出局，双打也是八强出局。
在美国米尔杜拉，4月25、26日举行的协会杯，斯托瑟则单打二战全胜。
红土赛季，罗马巡回赛，斯托瑟单双打皆八强前出局；马德里巡回赛，单打八强前出局，双打则与雷内·斯塔布斯在四强遭到卡拉·布莱克与莉泽尔·许贝尔组合淘汰出局。
法网，斯托瑟晋级八强前一路上击败弗蘭切斯卡·斯基亞沃內(第一轮：6-4, 6-2)、雅尼娅·维克梅耶尔(第二轮：6-3, 4-6, 6-4)、耶莲娜·德门蒂耶娃(第三轮：6-3, 4-6, 6-1)、维吉妮·拉扎诺(第四轮：6-1, 6-2)生涯首度晋级大满贯单打八强，八强以6-1, 6-3击败索拉娜·科斯蒂亚晋级四强，最后四强激斗三盘败给最终夺冠的斯维特拉娜·库兹涅佐娃，不过单打成绩已明显提升，她的单打排名已上升到前20。
草地赛季，伊斯特本巡回赛，八强前遭到卡露莲·禾丝妮雅琪以1-6, 7-5, 1-6三盘淘汰出局，双打则获得亚军。
温网，第三轮则遭到安娜·伊万诺维奇以7-5, 6-2淘汰出局。女双方面，则与雷内·斯塔布斯再度打进决赛，但结果如同上届一样，威廉丝姊妹以7-64, 6-4所击败，混双方面，斯托瑟和鲍勃-布莱恩也出征混双争取卫冕，但是在四分之一决赛中输给9号种子也是最后的冠军安娜-蕾娜-格罗菲尔德和马克-诺尔斯。

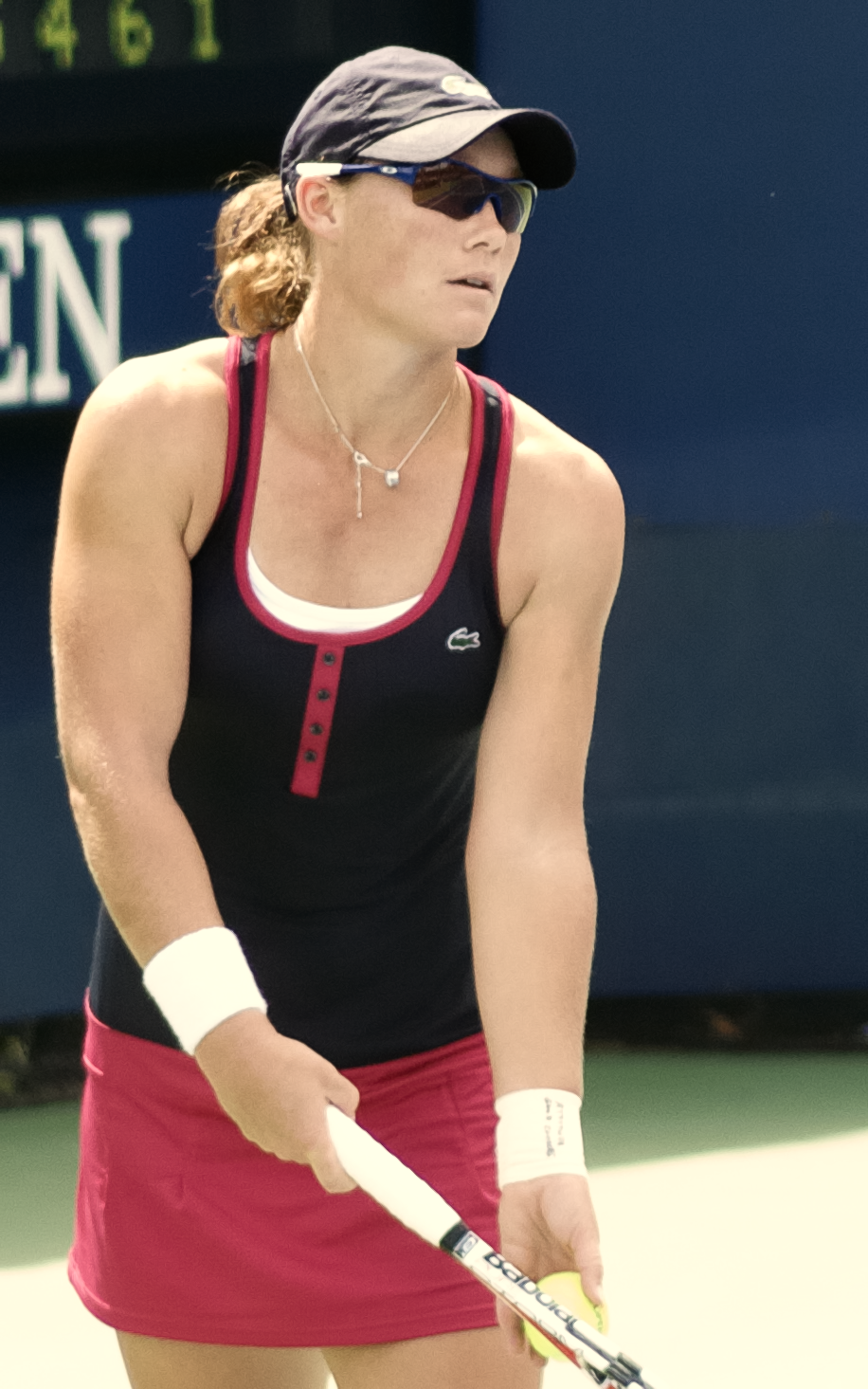
2009年8月31日于美网比赛上

美网系列赛的史丹福巡回赛，斯托瑟在八强击败莎莲娜·威廉丝，但在四强败遭到法国球员玛丽恩·巴托莉以6-3, 3-6, 6-1淘汰出局；卡森巡回赛，斯托瑟在八强击败郑洁，四强击败索拉娜·科斯蒂亚，打进职业生涯第4个单打决赛，但仍败给意大利球员弗拉维娅·佩内塔；多伦多巡回赛，八强败给最终夺冠的耶莲娜·德门蒂耶娃淘汰出局，双打与雷内·斯塔布斯晋级决赛，但只获得亚军。
美网，第二轮败给地主球员金久慈，双打则在四强败给卡拉·布莱克与莉泽尔·许贝尔，美网后斯托瑟的单打世界排名上升到13。
泛太平洋公开赛与北京巡回赛，斯托瑟均在八强前出局。大阪巡回赛，四强击败美网亚军卡露莲·禾丝妮雅琪，决赛则击败弗兰切斯卡·夏凤，夺得职业生涯第1座WTA单打冠军。
在印尼峇里岛的年终赛，斯托瑟在单打循环赛中出局，WTA年终赛则在四强败给卡拉·布莱克与莉泽尔·许贝尔而淘汰出局。

### 2010年
澳网，斯托瑟第一轮与中国球员韩馨蕴打足三盘而惊险晋级，不过第二、三轮皆以直落二盘击败对手，但在第四轮遭到卫冕冠军莎莲娜·威廉丝以6-4, 6-2横扫出局。
法网，斯托瑟接连击败夺冠大热门，首先在第四轮以2-6, 6-1, 6-4逆转击败贾斯汀·海宁，接着在八强以6-2, 6-7, 8-6惊险击败莎莲娜威廉丝，在四强以6-1, 6-2强势横扫耶莱娜·扬科维奇，首次闯入大满贯单打决赛，是繼1980年以來首位闖進大滿貫女單決賽的澳洲女子球員，結果决赛以4-6, 62-7不敵義大利女將弗兰切斯卡·夏凤而屈居亞軍。
溫网，斯托瑟首戰出局，第一輪以4-6, 4-6直落二盤敗給卡娅·卡内皮。
美网，斯托瑟第四輪與耶莲娜·德门蒂耶娃激戰三盤，決勝盤原本以3-5落後面臨淘汰邊緣的賽末發球局，不過她化解4記賽末點，連拿對手3局，以6-5擁有賽末發球局，但錯失1記賽末點而遭到對手破發，最後進入搶七決勝局，以7-2取得勝利，首次闖進美網八強，最後八強戰中，以4-6, 7-5, 3-6敗給上屆冠軍金·克莱斯特尔斯。

## 大满贯

### 女單冠軍（1）
| 年度 | 赛事       | 场地 | 决赛对手      | 对手国籍 | 胜方比分 |
| 2011 | 美国公开赛 | 硬地 | 沙蓮娜·威廉絲 | 美國     | 6–2、6–3 |

### 女单亚军（1）
| 年度 | 赛事       | 场地 | 决赛对手 | 对手国籍 | 胜方比分  |
| 2010 | 法国公开赛 |      |          | 義大利   | 6–4、7–62 |

## 主要比赛成绩
2009大阪女网赛决赛击败Schiavone7-5 6-1 拿下生涯首个单打冠军